# K. Balachander
Kailasam Balachander, detto K. (Nannilam, 9 luglio 1930 – Chennai, 23 dicembre 2014), è stato un regista e sceneggiatore indiano.

## Filmografia parziale

### Regista e sceneggiatore
- Neerkumizhi (1965)
- Naanal (1965)
- Major Chandrakanth (1966)
- Bama Vijayam (1967)
- Anubavi Raja Anubavi (1967)
- Bhale Kodallu (1968)
- Thamarai Nenjam (1968)
- Ethir Neechal (1968)
- Poova Thalaiya (1969)
- Sattekalapu Satteya (1969)
- Iru Kodugal (1969)
- Patham Pasali (1970)
- Ethiroli (1970)
- Navagraham (1970)
- Kaaviya Thalaivi (1970)
- Nootrukku Nooru (1971)
- Bomma Borusa (1971)
- Kanna Nalama (1972)
- Velli Vizha (1972)
- Sollathaan Ninaikkiren (1973)
- Aval Oru Thodar Kathai (1974)
- Naan Avanillai (1974)
- Apoorva Raagangal (1975)
- Manmadha Leelai (1976)
- Anthuleni Katha (1976)
- Avargal (1977)
- Pattina Pravesam (1977)
- Aaina (1977)
- Nizhal Nijamagiradhu (1978)
- Maro Charitra (1978)
- Thappu Thalangal (1978)
- Ninaithale Inikkum (1979)
- Andamaina Anubhavam (1979)
- Nool Veli (1979)
- Guppedu Manasu (1979)
- Kazhukan (1979)
- Varumayin Niram Sivappu (1980)
- Tholikodi Koosindi (1981)
- Thaneer Thaneer (1981)
- Ek Duuje Ke Liye (1981)
- 47 Natkal (1981)
- Poikkal Kudhirai (1983)
- Zara Si Zindagi (1983)
- Kokilamma (1983)
- Ek Nai Paheli (1984)
- Achamillai Achamillai (1984)
- Eradu Rekhegalu (1984)
- Kalyana Agathigal (1985)
- Sindhu Bhairavi (1985)
- Sundara Swapnagalu (1986)
- Punnagai Mannan (1986)
- Rudraveena (1988)
- Pudhu Pudhu Arthangal (1989)
- Oru Veedu Iru Vasal (1990)
- Vaaname Ellai (1992)
- Duet (1994)
- Kalki (1996)
- Paarthale Paravasam (2001)
- Poi (2006)

## Premi e riconoscimenti
Lista parziale.
- Padma Shri (1987)
- National Film Awards
  - 1969: "Best Tamil Film" (Iru Kodugal)
  - 1975: "Best Tamil Film" (Apoorva Raagangal)
  - 1981: "Best Tamil Film" (Thaneer Thaneer), "Best Screenplay" (Thaneer Thaneer)
  - 1984: "Best Tamil Film" (Achamillai Achamillai)
  - 1988: "Nargis Dutt Award for Best Feature Film on National Integration" (Rudraveena)
  - 1991: "Best Film on Other Social Issues" (Oru Veedu Iru Vaasal)
  - 1992: "Nargis Dutt Award for Best Feature Film on National Integration" (Roja)
  - 2010: "Dadasaheb Phalke Award"